# Toxin
Toksyna (Toxin)  lub symbiont Toxin jest fikcyjnym antybohaterem, a czasami superzłoczyńcą w uniwersum Marvel Comics. Jest trzecim głównym symbiontem serii Spider-Man, dziewiątym, o którym wiadomo, że pojawił się w komiksach poza fabułą Planet of the Symbiotes i pierwszym symbiontem, który Spider-Man uważa za sprzymierzeńca, pomimo tymczasowych sojuszy z Venomem na wielu okazjach. Pierwszym gospodarzem symbiontyku Toxin jest były policjant NYPD Patrick Mulligan. Toksyna później związała się z Eddie Brockiem jako jego drugi gospodarz po śmierci Mulligana.

## Fikcyjna biografia postaci
Podobnie jak ich „ojciec” Venom, Carnage wydał potomstwo: trzeci symbiont. Carnage czuł tylko niechęć i nienawiść do swojego nowego potomstwa, jeszcze zanim „urodził” go, obawiając się, że może stać się o wiele silniejszy od niego samego i na ogół był zniesmaczony myślą o porodzie (odzwierciedlając postawy gospodarza Carnage, Cletus Kasady). W tym samym czasie rywal Carnage'a, Venom uświadomił sobie, że Carnage był „w ciąży”. Venom szukał Carnage, aby porozmawiać o tym nowym symbioncie. Carnage postanowił zabić swojego potomka, gdy się tylko urodził. Venom starał się chronić nowego symbionta, z zamiarem sprzymierzenia się z nim. Venom obawiał się również, że jako symbiont tysiąca ich linii, nowy symbiont może potencjalnie stać się psychotyczny i gwałtowny z powodu załamania genetycznego. Symbiont Toxin został przypadkowo wszczepiony w Patricka Mulligan

## Wygląd
Z Patrickiem Mulliganem jako gospodarzem "szata" jest czerwona od brzucha w górę i czarna od brzucha w dół.  Gdy po śmierci Patricka gospodarzem zostaje Eddie Brock, przypomina on połączenie Venoma i Carnage, ale całe ciało jest czerwone – jasne na piersi i ciemne na ramionach oraz dolnej części ciała.
Kiedy nie jest zły lub nie walczy, Toksyna jest szczupły i gładki, choć nadal dobrze umięśniony, bardzo przypominający Carnage lub Spider-Mana w stroju symbionta. Kiedy staje się zdenerwowany lub agresywny, rośnie w swoją o wiele większą i silniejszą formę (jak Venom), posiada wtedy kły i długie zakrzywione pazury.

## Moce i umiejętności
Toxin posiadał specjalne zdolności dwóch poprzedników symbiotycznych (Venoma i Carnage) :
- może trzymać się ścian (które pierwotnie pochodziły z czasów, gdy Spider-Man był gospodarzem symbiontu Venom),
- może zmienić swoją tożsamość na tożsamość zupełnie innej osoby
- ma nieograniczoną liczbę sieci
- może wtopić się w jego otoczenie i stać się niewykrywalny, zdolność, którą zyskał od dziadka
- może tworzyć solidne bronie z jego kończyn, co po raz pierwszy zaobserwowano u jego ojca (taką umiejętność posiadał Riot, która została dobrze pokazana w filmie "Venom"[4])
- szybko leczy rany
- może każdego namierzyć – nie tylko innych symbiontów czy hostów symbiotycznych

W przeciwieństwie do wielu innych symbiontów, Toxin nie próbował przejąć umysłu swojego ludzkiego gospodarza. Zamiast tego symbiont faktycznie myśli i głosi swoje opinie gospodarzowi (czego dowodem jest fabuła Toxin „Cut to the Chase”). Symbiont zwykle mówi, gdy gospodarz jest w swojej „ludzkiej formie”, i działa bardzo niedojrzale oraz dziecinnie z powodu jego rodzącej się egzystencji. Potrafi odmówić pomocy  w bitwie, dopóki dana postać nie przeprosi za wcześniejszą argumentację. Ponadto wydaje się, że ma większą odporność na dźwięki i intensywny upał w porównaniu do Carnage.
Po związaniu z Eddiem Brockiem, symbiont  opracował jadowite ugryzienie.

## Inne media

### Gry wideo
- Wcielenie Patricka Mulligana pojawia się w Marvel: War on Heroes[5].
- Wcielenie Toxin Eddiego Brocka pojawia się w Marvel Heroes jako kostium dla Venoma (Eddie Brock).
- Zarówno Patrick Mulligan, jak i Eddie Brock wcielenia Toxin pojawiają się jako grywalne postacie w Spider-man Unlimited.